# Bf 108 (航空機)

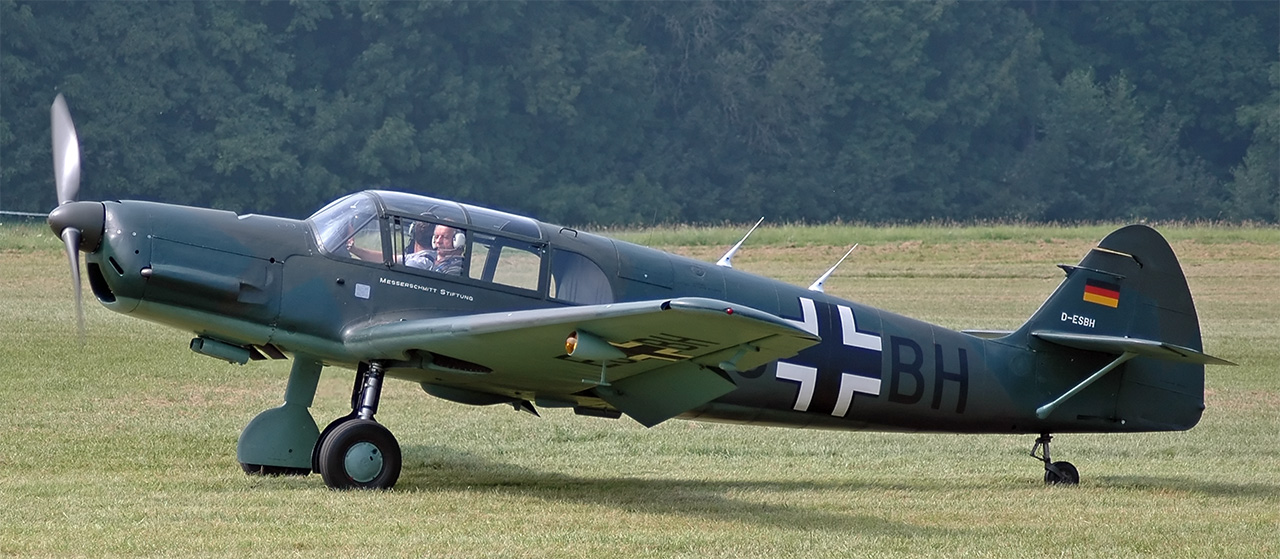
Bf 108 B-2

メッサーシュミット Bf108は、1934年にバイエルン航空機製造(BFW)社（後のメッサーシュミット社）で開発された単発スポーツ機。愛称は「タイフン」（Taifun：台風）。もともとはチャレンジ 1934のためにエアレース機として設計されたもので、著名なメッサーシュミット Bf109戦闘機に通じる全金属製・引込脚の先進的なスタイルを持っている。その後ドイツ空軍にも採用され、輸送や後方連絡用に広く使用された。本機の「タイフン」というニックネームは、女流飛行士として世界で2番目に単独で世界一周を行ったドイツのエリー・バインホルンによって与えられたものである。

## 概要
ハインケル社からBFWに移籍したロベルト・ルッサー技師が中心となって、当時としては先進的な全金属製・セミモノコック構造・低翼単葉・引込脚という設計のスポーツ機、M37が開発された。これを発展させた初期生産型Bf108Aは1934年に初飛行し、6機が生産された。これらの機体は複座で、金属製の3翅プロペラを装備していた。当初は墜落事故を起こすなどしたためレース機としては不適当という意見も強かったが、改良を重ねた結果レースで好成績をあげて注目を浴びることとなった。Bf108Aの改良型であるBf108Bは、翌1935年から1942年までに500機余りが生産された。座席は4席となり、エンジンはアルグスAs10空冷倒立8気筒（270hp）を装備、プロペラは木製の2翅可変ピッチ式となった。
本機はドイツのほか、ブルガリア、スイス、ルーマニア、ソ連、中華民国、フランス、イギリス、アメリカ、日本、満州国などで使用された。また、本機の高性能さに目をつけたドイツ空軍は輸送、連絡、訓練に利用できる汎用機として採用し、第二次世界大戦中に陰ながら広く利用された。Bf108の成功によって得られたデータは、その後の新型戦闘機メッサーシュミット Bf109の開発に生かされることになった。
ドイツでの生産終了後、本機の生産設備は占領したフランスのノール社に移されて、ノール1000 パングァン（Pingouin：ペンギン）の名で生産が続けられた。ノール社の生産は戦後も続き、生産機数はエンジンを換装した1001、1002を合わせて285機に及んだ。

## 性能諸元
Bf108B
- 乗員：1名
- 乗客：3名
- 全長：8.29m
- 全幅：10.62m
- 全高：2.10m
- 翼面積：16m2
- 自重：805kg
- 全備重量：1,400kg
- エンジン：アルグス As 10C(270hp)
- 最大速度：300km/h
- 巡航速度：260km/h（高度2,440m）
- 降着速度：80km/h
- 航続距離：1,000km
- 実用上昇限度：6,200m

Me208V1
- 乗員：1名
- 乗客：3名
- 全長：8.50m
- 全幅：11.50m
- 全高：3.25m
- 翼面積：17.4m2
- 自重：960kg
- 全備重量：1,660kg
- エンジン：アルグス As 10C(270hp)
- 最大速度：300km/h
- 巡航速度：275km/h（高度2,440m）
- 降着速度：80km/h
- 航続距離：1,200km
- 実用上昇限度：5,900m

## 外国での運用

### イギリス
第二次世界大戦の勃発に伴い、イギリス空軍が4機のBf108を接収し、「メッサーシュミット・オルドン（Aldon）」の名で高速連絡機として使用。戦闘機のBf 109と間違えて攻撃されるなどの混乱もあったという。

### アメリカ
アメリカでは1939年に1機を購入し、XC-44と名付けてヨーロッパにおける軍事使節の連絡用に用いた（シリアルNo.39-718）。本機は1941年12月にドイツに買い戻された。国外での購入機にアメリカ軍の制式名称が割り振られたのは本機が唯一の例である。

### 日本
読売新聞社がベルリンオリンピックの写真原稿輸送のための通信機として昭和11年（1936年）8月に1機を購入、ベルリン-東京3日間の連絡飛行を企画したが、ソ連上空の飛行許可が下りず、結局船便で輸入された。国内では「よみうり6号機」として使用された。登録記号J-BACC。
また、満州航空も15機を輸入しており、一部はノモンハン事変の際に日本陸軍に徴用され、輸送や連絡に用いられた。満州航空保有機のうち1機は、愛国機（愛国258 満州協和号）として日本陸軍に献納された。1945年8月にソ連軍が新京飛行場で撮影した機影が伝わっている。

## Me 208
ドイツによるフランス占領の後、メッサーシュミット社からの指示のもとでフランスの北部航空機製造公社（ノール）はBf 108を製造した。Me 208は、ノール社が開発したBf 108の改良型で、胴体と翼を延長したほか、降着装置を前輪式とし前輪は後方、主脚は内側への引込に変更したものである。原型機が2機完成したところでフランス解放を迎えたため、純粋なMe 208は2機の生産で終わっている。こうしてフランスでの戦争が終わると、ノール社ではその後にも継続してMe 208をノラルファの名称で量産した。更に改良された型は、1963年までフランス軍で使用された。

## 現存する機体
- すべてを網羅しているわけではない。

| 型名      | 番号                    | 機体写真 | 所在地                    | 所有者                                                                                | 公開状況 | 状態     | 備考                          |
| --------- | ----------------------- | -------- | ------------------------- | ------------------------------------------------------------------------------------- | -------- | -------- | ----------------------------- |
| Bf 108B-1 | WkNr.1561               |          | ドイツ ヘッセン州         | ハンス・ユルグン・シュトーク氏 (Hans Jürgen Storck)                                   | 非公開   | 飛行可能 |                               |
| Bf 108B-1 | WkNr.1914               |          | アメリカ フロリダ州       | ファンタジー・オヴ・フライト                                                          | 非公開   | 修復中   |                               |
| Bf 108B-1 | WkNr.1988 A-201 (SwiAF) |          | スイス ヴォー州           | アンパ航空遺産維持協会 (Ampa Association Pour Le Maintien Du Patrimoine Aeronautique) | 非公開   | 飛行可能 |                               |
| Bf 108B-1 | WkNr.2083 A-209 (SwiAF) |          | スイス チューリヒ州       | フリーガー・フラブ博物館                                                              | 公開     | 静態展示 | [ 4 ]                         |
| Bf 108B-1 | WkNr.2084 A-210 (SwiAF) |          | スイス ルツェルン州       | スイス交通博物館                                                                      | 公開     | 静態展示 |                               |
| Bf 108B-1 | WkNr.2126               |          | ドイツ ベルリン都市州     | ベルリン・ガトウ飛行場軍事史博物館                                                    | 公開     | 静態展示 | DH+DEという塗装がされている。 |
| Bf 108B-1 | WkNr.2246               |          | ドイツ ベルリン都市州     | ドイツ・ルフトハンザ・ベルリン財団                                                    | 公開     | 飛行可能 |                               |
| Bf 108B-1 | WkNr.3701               |          | ドイツ バイエルン州       | メッサーシュミット航空博物館                                                          | 公開     | 静態展示 | [ 8 ]                         |
| Bf 108B-1 | WkNr.8378 FE-4610       |          | アメリカ カリフォルニア州 | プレインズ・オヴ・フェイム航空博物館                                                  | 非公開   | 保管中   | [ 10 ]                        |
| Bf 108D-1 | WkNr.3059               |          | アメリカ カリフォルニア州 | 記念空軍南カリフォルニア軍団                                                          | 公開     | 飛行可能 | [ 12 ]                        |

## 映画出演
Bf108（およびノール1000）は印象がBf109に似ており民間登録が簡単に取得できることから、代役として登場する映画も多い（『633爆撃隊』、『脱走特急』など）。